# Mistrzostwa Ameryki w Piłce Ręcznej Kobiet 2005
Mistrzostwa Ameryki w Piłce Ręcznej Kobiet 2005 – ósme mistrzostwa Ameryki w piłce ręcznej kobiet, oficjalny międzynarodowy turniej piłki ręcznej o randze mistrzostw kontynentu organizowany przez PATHF mający na celu wyłonienie najlepszej żeńskiej reprezentacji narodowej w Ameryce. Odbył się w dniach 25–29 maja 2005 roku w brazylijskim São Bernardo do Campo. Tytułu zdobytego w 2003 roku broniła reprezentacja Brazylii. Mistrzostwa były jednocześnie eliminacjami do MŚ 2005
Piąty raz z rzędu triumfował zespół Brazylii, który wraz z pozostałymi medalistami awansował do turnieju finałowego mistrzostw świata.

## Faza grupowa
| 25 maja 200515:00 | Argentyna | 22:18(11:8) | Dominikana | Ginásio Poliesportivo Adib Moyses Dib, São Bernardo do Campo |
| 25 maja 200515:00 |           | 22:18(11:8) |            | Ginásio Poliesportivo Adib Moyses Dib, São Bernardo do Campo |

| 25 maja 200517:00 | Urugwaj | 28:24(12:9) | Stany Zjednoczone | Ginásio Poliesportivo Adib Moyses Dib, São Bernardo do Campo |
| 25 maja 200517:00 |         | 28:24(12:9) |                   | Ginásio Poliesportivo Adib Moyses Dib, São Bernardo do Campo |

| 25 maja 200520:00 | Brazylia | 41:10(17:3) | Kanada | Ginásio Poliesportivo Adib Moyses Dib, São Bernardo do Campo |
| 25 maja 200520:00 |          | 41:10(17:3) |        | Ginásio Poliesportivo Adib Moyses Dib, São Bernardo do Campo |

| 26 maja 200516:00 | Kanada | 24:15(7:9) | Stany Zjednoczone | Ginásio Poliesportivo Adib Moyses Dib, São Bernardo do Campo |
| 26 maja 200516:00 |        | 24:15(7:9) |                   | Ginásio Poliesportivo Adib Moyses Dib, São Bernardo do Campo |

| 26 maja 200518:00 | Argentyna | 32:18(17:9) | Urugwaj | Ginásio Poliesportivo Adib Moyses Dib, São Bernardo do Campo |
| 26 maja 200518:00 |           | 32:18(17:9) |         | Ginásio Poliesportivo Adib Moyses Dib, São Bernardo do Campo |

| 26 maja 200520:00 | Brazylia | 39:14(15:11) | Dominikana | Ginásio Poliesportivo Adib Moyses Dib, São Bernardo do Campo |
| 26 maja 200520:00 |          | 39:14(15:11) |            | Ginásio Poliesportivo Adib Moyses Dib, São Bernardo do Campo |

| 27 maja 200516:00 | Urugwaj | 31:26(17:11) | Dominikana | Ginásio Poliesportivo Adib Moyses Dib, São Bernardo do Campo |
| 27 maja 200516:00 |         | 31:26(17:11) |            | Ginásio Poliesportivo Adib Moyses Dib, São Bernardo do Campo |

| 27 maja 200518:00 | Argentyna | 29:22(15:11) | Kanada | Ginásio Poliesportivo Adib Moyses Dib, São Bernardo do Campo |
| 27 maja 200518:00 |           | 29:22(15:11) |        | Ginásio Poliesportivo Adib Moyses Dib, São Bernardo do Campo |

| 27 maja 200520:00 | Brazylia | 27:8(13:4) | Stany Zjednoczone | Ginásio Poliesportivo Adib Moyses Dib, São Bernardo do Campo |
| 27 maja 200520:00 |          | 27:8(13:4) |                   | Ginásio Poliesportivo Adib Moyses Dib, São Bernardo do Campo |

| 28 maja 200513:00 | Argentyna | 29:21(14:7) | Stany Zjednoczone | Ginásio Poliesportivo Adib Moyses Dib, São Bernardo do Campo |
| 28 maja 200513:00 |           | 29:21(14:7) |                   | Ginásio Poliesportivo Adib Moyses Dib, São Bernardo do Campo |

| 28 maja 200515:00 | Brazylia | 35:14(18:4) | Urugwaj | Ginásio Poliesportivo Adib Moyses Dib, São Bernardo do Campo |
| 28 maja 200515:00 |          | 35:14(18:4) |         | Ginásio Poliesportivo Adib Moyses Dib, São Bernardo do Campo |

| 28 maja 200517:00 | Kanada | 28:27(15:13) | Dominikana | Ginásio Poliesportivo Adib Moyses Dib, São Bernardo do Campo |
| 28 maja 200517:00 |        | 28:27(15:13) |            | Ginásio Poliesportivo Adib Moyses Dib, São Bernardo do Campo |

| 29 maja 200508:00 | Dominikana | 30:23(13:14) | Stany Zjednoczone | Ginásio Poliesportivo Adib Moyses Dib, São Bernardo do Campo |
| 29 maja 200508:00 |            | 30:23(13:14) |                   | Ginásio Poliesportivo Adib Moyses Dib, São Bernardo do Campo |

| 29 maja 200509:30 | Urugwaj | 27:22(10:14) | Kanada | Ginásio Poliesportivo Adib Moyses Dib, São Bernardo do Campo |
| 29 maja 200509:30 |         | 27:22(10:14) |        | Ginásio Poliesportivo Adib Moyses Dib, São Bernardo do Campo |

| 29 maja 200511:30 | Brazylia | 24:10(12:6) | Argentyna | Ginásio Poliesportivo Adib Moyses Dib, São Bernardo do Campo |
| 29 maja 200511:30 |          | 24:10(12:6) |           | Ginásio Poliesportivo Adib Moyses Dib, São Bernardo do Campo |

## Klasyfikacja końcowa
| Miejsce | Reprezentacja     | Uwagi          |
| ------- | ----------------- | -------------- |
| złoto   | Brazylia          | awans: MŚ 2005 |
| srebro  | Argentyna         | awans: MŚ 2005 |
| brąz    | Urugwaj           | awans: MŚ 2005 |
| 4       | Kanada            | -              |
| 5       | Dominikana        | -              |
| 6       | Stany Zjednoczone | -              |